# 天主之母主教座堂 (阿雷格里港)
天主之母主教座堂 (英语：Metropolitan Cathedral of Our Lady Mother of God)是天主教阿雷格里港总教区的主教座堂，坐落在巴西南里奥格兰德州阿雷格里港市中心的 Pra?a da Matriz。
这个堂区的建立与阿雷格里港城市的建城密切相关。州府迁来后，需要一座新的教堂与之相称。1772年7月12日，得到建堂的土地。教堂为巴洛克风格，有两座钟楼，建于1774年。目前的教堂建于1921-1972年。